# Кёниг, Рене
Рене Кёниг (нем. René König; 5 июля 1906, Магдебург — 21 марта 1992, Кёльн) — немецкий социолог, научный организатор, эссеист, переводчик.

## Биография
Мать — француженка, семья постоянно путешествовала по Европе (Италия, Франция, Испания). Учился в гимназиях Галле и Данцига (Гданьска), в университетах Вены и Берлина (философия, психология, восточные языки, искусствознание, этнология, гуманитарные науки). Защитил диссертацию об эстетике натурализма во Франции (1930). Не принимая нацизм, в 1937 году эмигрировал в Швейцарию. Приват-доцент в Цюрихе (1938—1947). С 1949 года — профессор социологии на факультете экономических и социальных наук Кёльнского университета, в 1955—1974 годах возглавлял Институт социологических исследований при Кёльнском университете. Как приглашенный профессор читал лекции в Мичиганском и Колумбийском университете, Калифорнийском университете, университете Колорадо, университете Аризоны, Кабульском университете, Коллеж де Франс. В 1962—1966 годах — президент Международной социологической ассоциации. С 1974 года, после отставки, почётный профессор Кёльнского университета, много работал в США как преподаватель и этнолог.

## Научная деятельность
Развивал теоретические идеи Ф. Тённиса, испытал влияние французской социологии (Э. Дюркгейм, М. Хальбвакс, М. Мосс). Круг научных интересов Кёнига — социология семьи, социология молодёжи, социология искусства и моды, история социологии, этнология. Поддерживал развитие социологии как эмпирической науки. Он — один из основателей Кёльнской социологической школы, в 1955—1985 был после Л. фон Визе главным редактором авторитетного Кёльнского журнала социологии и социальной психологии.

## Литературная деятельность
Автор эссе, путевых записок, автобиографических сочинений. Перевёл произведения Джованни Верги, биографию Оскара Уайльда.

## Труды
- Die naturalistische Ästhetik in Frankreich und ihre Auflösung. Ein Beitrag zur systemwissenschaftlichen Betrachtung der Künstlerästhetik (1931)
- Niccolo Machiavelli. Zur Krisenanalyse einer Zeitenwende (1941)
- Materialien zur Soziologie der Familie (1946)
- Soziologie heute (1949)
- Grundformen der Gesellschaft: Die Gemeinde (1958)
- Der unversorgte selbständige Künstler. Über die wirtschaftliche und soziale Lage der selbständigen Künstler in der Bundesrepublik (1964, в соавторстве с А. Зильберманном)
- Soziologische Orientierungen. Vorträge und Aufsätze (1965)
- Jugend in der Familie (1965, в соавторстве с Г. Люшеном)
- Kleider und Leute. Zur Soziologie der Mode (1967)
- Beiträge zur Militärsoziologie (1968, в соавторстве с К. Рогманном)
- Aspekte der Entwicklungssoziologie (1969)
- Studien zur Soziologie. Thema mit Variationen (1971)
- Macht und Reiz der Mode. Verständnisvolle Betrachtungen eines Soziologen (1971)
- Indianer wohin? Alternativen in Arizona. Skizzen zur Entwicklungssoziologie (1973)
- Die Familie der Gegenwart. Ein interkultureller Vergleich (1974)
- Kritik der historisch-existentialistischen Soziologie. Ein Beitrag zur Begründung einer objektiven Soziologie (1975)
- Emile Durkheim zur Diskussion. Jenseits von Dogmatismus und Skepsis (1978)
- Leben im Widerspruch. Versuch einer intellektuellen Autobiographie (1980, интеллектуальная автобиография)
- Menschheit auf dem Laufsteg. Die Mode im Zivilisationsprozeß (1987)
- Soziologie in Deutschland. Begründer, Verächter, Verfechter (1987)

## Статус и признание
Член Немецкого социологического общества (1949), Международной социологической ассоциации (1950), Международной ассоциации социологов французского языка (1960). Литературная премия кантона Цюрих (1950). Командор ордена «За заслуги» перед Итальянской республикой (1960). Премия Джованни Верги (1967). Почетный доктор университетов Иллинойса (1980), Аугсбурга (1981), Вены (1982). Орден «За заслуги перед Федеративной Республикой Германия» (1986), другие национальные и зарубежные награды. Книги Кёнига переведены на ряд европейских языков.
C 1993 года действует Общество Рене Кёнига.